# Arena Brunico
L'Arena Brunico o Arena Bruneck o Intercable Arena per ragioni di sponsorizzazione, è il principale palaghiaccio della città di Brunico, in Alto Adige, costruito ed inaugurato nel 2021.
L'arena è lo stadio del ghiaccio dove gioca le proprie partite casalinghe l'Hockey Club Pustertal-Val Pusteria.
La curva della tifoseria di casa viene chiamata "Rienzkurve". 